# Heraclia
Heraclia (o Civitas Heracliana o semplicemente Heracliana in latino, Eraklianè, Ηρακλιανή, in greco bizantino, italianizzato in Eraclea, anticamente Melidissa, Μελιδίσσα in greco antico) era un fiorente centro della Laguna veneta, scomparso verso il IX secolo. Nel 1950 il comune di Grisolera, nel cui territorio sorgeva la città, ha cambiato la propria denominazione in Eraclea, oggi nota località balneare della costa veneziana.

## Storia

### Le origini: da Melidissa a Heraclia
I primi insediamenti si formarono durante la tarda età romana, quando le invasioni barbariche spinsero gli abitanti dell'entroterra, e in particolare delle città poste lungo la via Annia, a cercare rifugio nelle lagune venete. Benché questo ambiente oggi appaia più ridotto e frammentato, in origine formava un continuum che coinvolgeva tutta la costa veneta e parte di quella friulana, estendendosi dalle foci del Po all'Isonzo. Il mare era separato dal bacino lagunare da cordoni litoranei sabbiosi, detti lidi, intervallati dalle foci dei vari fiumi il cui delta si apriva all'interno delle lagune.
A più riprese, nel 401, nel 403, nel 408 e nel 409, l'entroterra della Regio X Venetia et Histria era stato attraversato dai Visigoti di Alarico e Ataulfo. Nel 452 era stata la volta degli Unni di Attila, seguiti nel 476 dagli Eruli di Odoacre, che avevano posto fine all'Impero d'Occidente instaurando un proprio regno. Nel 489 quest'ultimo fu spazzato via dagli Ostrogoti di Teodorico.
Nel 554, le campagne militari di Giustiniano avevano riunito l'Italia all'Impero Romano d'Oriente, ma, con l'arrivo dei Longobardi di Alboino (568), la presenza bizantina si ridusse e le città subirono nuove distruzioni. A seguito di quest'ultimo evento, gli abitanti dell'importante città di Opitergium cercarono rifugio in parte presso l'isola di Equilio (dove sorge l'attuale Jesolo) e in parte sull'isola Melidissa, dove si insediò anche il vescovo.
Il nuovo centro di Melidissa (dal greco μελιηδής, meliedés, cioè "luogo dolce come il miele") era separato dalla terraferma da acque profonde e si collocava tra le foci del Piave, barriere che garantivano una certa protezione dalle incursioni dei Longobardi. Nel 579 la condizione di Melidissa come città vescovile venne sancita da un sinodo tenuto a Grado tra i vescovi suffraganei del Patriarcato di Aquileia e, nel 580, la città venne inquadrata nella nuova eparchia Annonaria bizantina, salvo poi diventare, nel 584, sede del distretto della Venezia Marittima, dipendente dall'Esarca di Ravenna.
Nel 589 la spaventosa alluvione del Piave (descritta da Paolo Diacono) mutò radicalmente la geografia dell'area, congiungendo Melidissa alla terraferma e trasformandola in una penisola lambita dalla nuova foce del fiume.
Nel 606 la diocesi opitergino-melidessena, assieme a quelle costiere dell'area bizantina, passò sotto la giurisdizione del patriarcato di Grado, confermando quindi la fedeltà all'Impero bizantino. L'entroterra longobardo dipendeva invece dal patriarcato di Aquileia, che aveva aderito allo scisma tricapitolino.

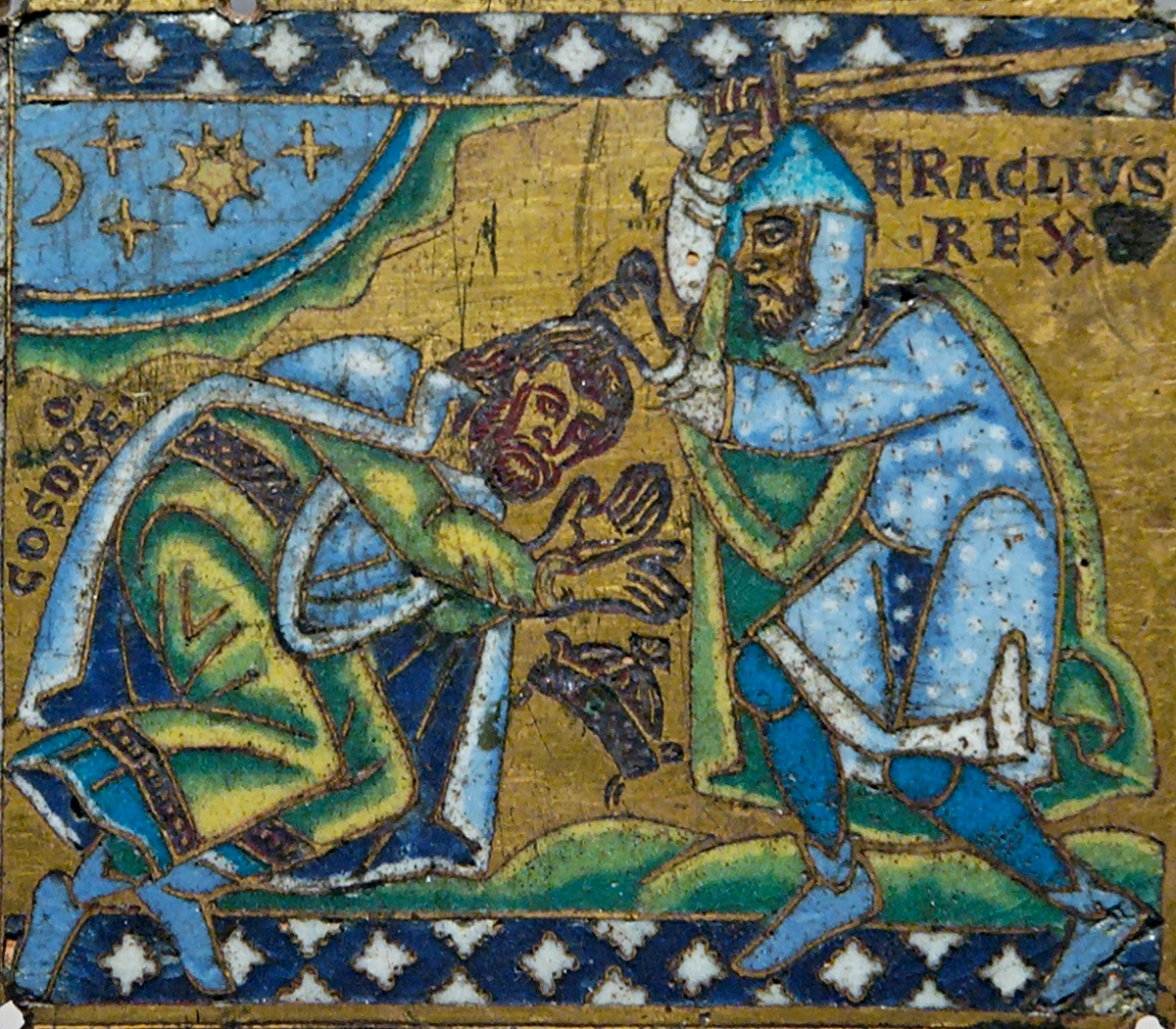
Immagine bizantina raffigurante l'imperatore Eraclio I che taglia la testa allo shah sasanide Cosroe II; in suo onore, Melidissa venne ribattezzata "Eraclea".

Verso la metà del VII secolo, Melidissa era già divenuta la maggiore città dell'estuario (si dice con 90.000 abitanti), posta in posizione centrale e difesa da una cinta muraria e corsi d'acqua, con carattere spiccato di fortezza atta a resistere agli assalti da terra e da mare. Ad est guardava il mare, protetta da una larga distesa di sabbia popolata da pini marittimi; ai lati settentrionale e meridionale aveva dei canali e ad ovest dei fitti boschi e terre coltivate che confinavano con il territorio trevigiano, altinate e opitergino.
Nel 628 il centro cambiò nome in Heraclia, in onore dell'imperatore bizantino Eraclio che aveva appena trionfato in Oriente contro Cosroe II di Persia, liberando Gerusalemme e recuperando la reliquia della Vera Croce. Nel 638, il vescovo Magno trasferì definitivamente la sede vescovile in città, istituendo la nuova diocesi di Eraclea. Lo stesso vescovo vi fondò la cattedrale di San Pietro Apostolo.

### La rivalità con Equilio e il declino
Dopo l'espugnazione di Oderzo ad opera del longobardo Rotari (641) e della sua completa distruzione da parte del successore Grimoaldo (667), la città crebbe ulteriormente d'importanza, accogliendo nuovi profughi assieme alla vicina Equilio. La spartizione dell'eredità dell'antica Oderzo divenne fonte di attriti tra le due città vicine, alimentato dal fatto che Equilio vantava un'antichità maggiore rispetto ad Heraclia. Nel 690 questa rivalità sfociò in un primo scontro aperto, risoltosi a vantaggio di Heraclia.
L'importanza della città venne riconfermata dall'autorità imperiale nel 697, quando Heraclia divenne capitale del nuovo Ducato di Venezia, circoscrizione amministrativa e militare dell'Esarcato d'Italia. Nel 726, tuttavia, anche Heraclia, così come il resto delle città d'Italia, si ribellò ai decreti iconoclasti di Leone III Isaurico: prevaricando la nomina imperiale, l'assemblea popolare elesse duca Orso. Riconciliatosi nel 728 con l'autorità imperiale e ricevendo il titolo di ipato, nel 736 il duca vide un nuovo scontro armato contrapporre gli Eracleensi e gli Equiliani presso l'odierna Valle dei Ossi. Il suo assassinio, nel 737, fornì all'Esarca l'occasione per tentare di riprendere il controllo del Ducato, affidandone il governo a magistrati annuali, i magistri militum.
Quando l'esarca Eutichio, nel 740, riparò ad Eraclea essendo Ravenna caduta in mano ai Longobardi, il magister Teodato Orso fornì l'aiuto militare necessario alla riconquista. Ma l'anno successivo l'ennesimo scontro tra Eraclea ed Equilio presso la Torre del Caligo mise in luce l'insostenibilità della condizione di Eraclea, unico baluardo filo-bizantino in un ducato in continua lotta con il partito filo-longobardo rappresentato dalla stessa Equilio. Quando nel 742 Teodato, come premio per l'aiuto offerto all'esarca, ricevette la facoltà di essere eletto duca dall'assemblea popolare, la capitale venne trasferita a Metamauco (Malamocco).
Dopo la conquista del vicino Regno Longobardo da parte dei Franchi di Carlo Magno nel 774, Eraclea manteneva la sua fedeltà nei confronti dei Bizantini, in contrapposizione al partito filo-franco degli Equiliani. Gli Eracleensi avevano quindi occupato le terre appartenenti al patrimonio del patriarca di Grado Fortunato I, uno dei maggiori esponenti dei filo-franchi, provocando la reazione violenta di Equilio. Nel tentativo di porre fine ai continui conflitti e nella speranza di placare il nuovo Re d'Italia Pipino, che aveva mire sulla Venezia, nell'804 il doge Obelario Antenoreo espugnava Eraclea e la smantellava, radendone al suolo le mura e deportandone la nobiltà. Nell'810 quanto restava fu cancellato dai Franchi di Pipino, che avevano invaso ugualmente il Ducato.

### La rinascita
Nell'811 venne proclamato doge Angelo Partecipazio. Di famiglia eracleense, il nuovo governante fece costruire un nuovo centro accanto ai pochi luoghi sacri che i Franchi avevano risparmiato.